# Всесвіт (документальний серіал)
Всесвіт (англ. Our Universe) — американський документальний серіал про природу, створений для Netflix. Голосовий супровід — Морган Фрімен .
Серіал вийшов на платформі Netflix 22 листопада 2022 року.

## Сюжет
Захопливий документальний серіал про дивовижну історію Всесвіту, який виник мільярди років тому, і його нерозривний зв'язок із життям на Землі.

## Актори
- Морган Фрімен

## Список серій
| № серії | Назва серії                                        | Оригінальна дата виходу |
| --- | -------------------------------------------------- | ----------------------- |
| 1 | «У гонитві за зоряним світлом» «Chasing Starlight» | 22 листопада 2022       |
| Придивіться пильніше до сонця, життєдайного джерела енергії. Дізнайтеся, як воно впливає на спроби однієї самки гепарда знайти їжу на розлогих рівнинах Серенгеті.  |                                                    |                         |
| 2 | «Космічний годинник» «The Cosmic Clock»            | 22 листопада 2022       |
| З материнського лона до вічного спокою — спостерігайте за невпинним цоканням космічного годинника очима шимпанзе.                                                   |                                                    |                         |
| 3 | «Пори року» «Turning Seasons»                      | 22 листопада 2022       |
| Проживіть довгий рік на Алясці разом із бурим ведмедем. Відчуйте всі пори року: від крижаного холоду зимових місяців до короткочасного літнього тепла.              |                                                    |                         |
| 4 | «Елементарний світ» «Elemental»                    | 22 листопада 2022       |
| Елементи, з яких складається все живе на Землі, сформувалися разом із першими зірками. А сьогодні зелена морська черепаха шукає їх в океані.                        |                                                    |                         |
| 5 | «Водний світ» «Water World»                        | 22 листопада 2022       |
| Історія дивовижної появи води на нашій планеті, а також її ключової ролі для виживання (і розваг) родини слонів.                                                    |                                                    |                         |
| 6 | «Сила тяжіння» «Force of Attraction»               | 22 листопада 2022       |
| Гравітація сформувала наш всесвіт і створила підґрунтя для зародження життя. А для двох королівських пінгвінів вона ще й стала доленосною силою, що звела їх разом. |                                                    |                         |